# Federalny Związek Towarzystw Niemiecko-Polskich
Federalny Związek Towarzystw Niemiecko-Polskich (niem. Deutsch-Polnische Gesellschaft Bundesverband e. V.) – organizacja, patronująca 53 polsko-niemieckim towarzystwom skupiającym ponad trzech tysięcy członków i inicjatywom społecznym na terenie Niemiec.
Organizacja powstała w roku 1996 1986 roku pod nazwą Arbeitsgemeinschaft deutsch-polnische Verständigung.
Organizacja działa na rzecz budowy wzajemnego zaufania i porozumienia między obydwoma narodami. Jednym z celów organizacji jest integracja Polski w Unii Europejskiej.
Przewodniczącą Federalnego Związku Towarzystw Niemiecko-Polskich jest dr Angelica Schwall-Düren. Związkowi doradza kuratorium kierowane przez byłą przewodniczącą Bundestagu dr Ritę Süssmuth.
Związek jest wydawcą dwujęzycznego Magazynu Polsko-Niemieckiego „Dialog”, a także popiera wydawanie książek w obu językach, w tym rocznika historii stosunków polsko-niemieckich.

## Nagroda Dialogu

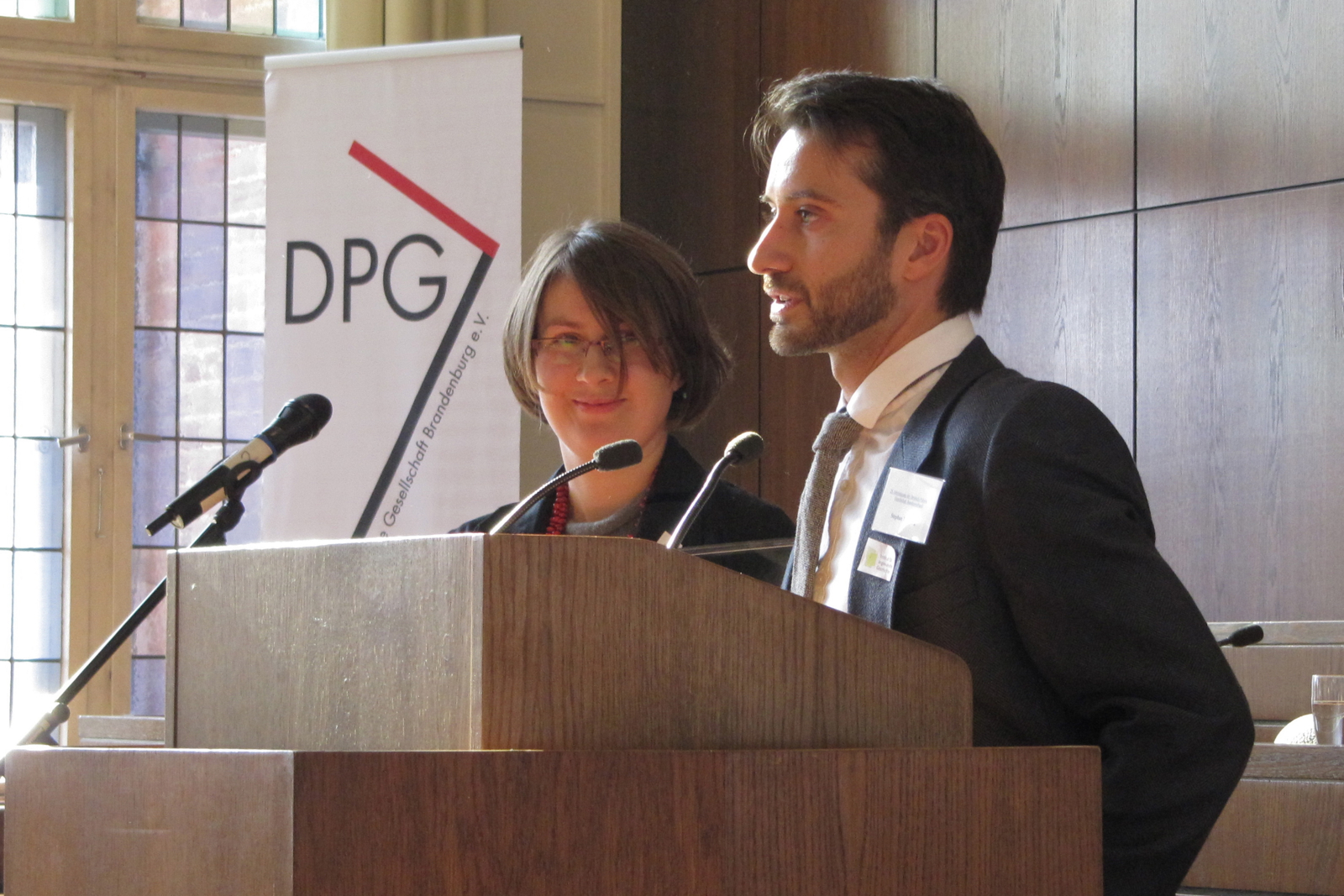
Laureaci nagrody Dialogu z 2011: Magdalena Abraham-Diefenbach i Stephan Felsberg z Instytutu Historii Stosowanej

Co roku przyznawana jest przez Związek nagroda Dialogu osobom zasłużonym dla rozwoju stosunków między obydwoma krajami i narodami.
Laureaci:
- 2005: redakcja krakowskiego „Tygodnika Powszechnego”
- 2006: Fundacja Pogranicze z Sejn
- 2007: Związek uczniów chrześcijańskich „Christliche Bildungsinitiative(inne języki)”
- 2008: autor i kabarecista Steffen Möller
- 2009: byli opozycjoniści Ludwig Mehlhorn i Wolfgang Templin
- 2010: historyk Klaus Zernack magazyn telewizyjny „Kowalski i Schmidt”
- 2011: Instytut Historii Stosowanej we Frankfurcie nad Odrą
- 2012: autor Artur Becker
- 2013: publicyści Grażyna Słomka i Adam Krzemiński
- 2014: Lech Wałęsa oraz Międzyregionalna Rada Związkowa Łaba-Nysa
- 2015: pisarka Zofia Posmysz oraz redakcja czasopisma „Osteuropa(inne języki)”
- 2016: dyplomata Marek Prawda
- 2017: austriacki pisarz Martin Pollack[2]
- 2021: prawnik Adam Bodnar[3]
- 2022: historyk Andrij Portnow